# DBLP
DBLP (англ. Digital Bibliography & Library Project) — сайт библиографии по информатике. Созданный в 1993 году сотрудниками Трирского университета, он вырос из небольшой коллекции HTML-файлов и стал организацией, в которой размещается сайт библиографии баз данных и логического программирования. С ноября 2018 года DBLP является филиалом Schloss Dagstuhl — Leibniz-Zentrum für Informatik (LZI). В декабре 2019 года DBLP содержала более 4,86 миллиона журнальных статей, материалов конференций и других публикаций по информатике, по сравнению с 14 000 в 1995 году и 3,66 миллиона в июле 2016 года. Отслеживаются все важные журналы по информатике, а также материалы трудов многих конференций.
В 1997 году Майкл Лей за работу по поддержке DBLP получил награду от Ассоциации вычислительной техники и специальную награду VLDB Endowment.
Сокращение DBLP первоначально означало «системы баз данных и логическое программирование». В качестве обратного слова оно было взято за «цифровую библиографию и библиотечный проект», однако теперь предпочтительно, чтобы аббревиатура была просто именем, отсюда и новое название «Библиография по компьютерным наукам DBLP»[что?].

## DBL-браузер
DBL-Browser (Браузер цифровой библиографической библиотеки) — это утилита для просмотра веб-сайта DBLP. Браузер был написан Александром Вебером в 2005 году в Трирском университете. Разработан для использования в автономном режиме при чтении DBLP, который в 2005 году насчитывал 696 000 библиографических записей (а в 2015 году их было более 2,9 миллиона).
DBL-Browser — это программное обеспечение GPL, доступное для загрузки с SourceForge. Он использует XML DTD. Написанный на языке программирования Java, этот код показывает библиографическую запись в нескольких типах, от графики до текста:
- Страница автора,
- Страница статьи,
- Содержание,
- Связанные конференции / журналы,
- Связанные авторы (графическое представление отношений),
- Анализ тренда (графическая гистограмма).

DBLP похож на библиографическую часть arxiv.org, которая также ссылается на статьи. DBL-Browser обеспечивает средства для просмотра связанных статей по информатике.